# Танкред Дорст
Танкред Дорст (на немски: Tankred Dorst) е германски писател и режисьор, автор на пиеси, разкази, есета.

## Биография и творчество
Танкред Дорст израства в заможно буржоазно семейство в Оберлинд, Тюрингия, което притежава фабрика за машини. Още като гимназист е мобилизиран в Служба за трудова повинност, а през 1944 г. е взет във Вермахта. След кратко обучение е пратен като войник на Западния фронт и там попада в плен. Краят на Втората световна война го заварва във военнопленнически лагери в Англия и САЩ.
Когато през 1947 г. е освободен от плен в Западна Германия, родният му град от две години се намира в съветската окупационна зона. Фабриката е национализирана и под заплаха от репресии семейството е принудено да бяга при роднини на Запад.
Танкред Дорст успява да завърши гимназалното си образование в Людингхаузен и през 1950 г. започва да следва германистика и история на изкуството. През 1951 г. се мести в Мюнхен, където до 1959 г. изучава театрознание.
Практически опит в създаването на драматични произведения и театралната дейност Дорст натрупва в студентското марионетно студио „Малката сцена“, за което до 1959 г.написва шест пиеси за марионетен театър.
Първите му големи театрални пиеси се поставят с успех през 1960 г. на сцените в Любек и Манхайм. Този успех продължава да го съпровожда до края на живота му в множество сценични творби и собствени екранизации. Още през 1963 г. Дорст е приет за член на Баварската академия за изящни изкуства. От 1971 г. е член на немския ПЕН клуб.
Дорст намира растящо признание и в чужбина. През 1973 г. е гост-професор в Австралия и Нова Зеландия. Заедно с други писатели като Мартин Грегор-Делин, Михаел Крюгер, Паул Вюр и Гюнтер Хербургер основава в Мюнхен първата кооперативна авторска книжарница. През 1978 г. е избран за член на Немската академия за език и литература в Дармщат, а през 1983 г. е приет в Академията на науките и литературата в Майнц. През 1992 г. става съосновател на Бонското биенале и е част от художественото ръководство на този театрален фестивал, който от 2004 г. под името „Нови европейски пиеси“ се провежда предимно в Държавния театър на Висбаден.
През зимния семестър 2003/2004 г. Дорст е доцент по поетика във Франкфуртския университет.
През 2006 г. прави нова постановка на цикъла опери „Пръстенът на Нибелунгите“ по време на Фестивала „Рихард Вагнер“ в Байройт.
Танкред Дорст умира на 1 юни 2017 г. в Берлин на 91-годишна възраст, оставяйки дълбока следа в следвоенното театрално изкуство в Германия и Европа.

### Пиеси
- 1960: Die Kurve
- 1960: Gesellschaft im Herbst
- 1961: Große Schmährede an der Stadtmauer
- 1964: Die Mohrin
- 1968: Toller
- 1973: Eiszeit
- 1975: Auf dem Chimborazo
- 1977: Goncourt oder Die Abschaffung des Todes (съвместно с H. Laube)
- 1980: Die Villa
- 1981: Merlin oder Das wüste Land
- 1985: Heinrich oder die Schmerzen der Phantasie
- 1986: Ich, Feuerbach
- 1987: Der verbotene Garten – Fragmente über D’Annunzio
- 1987: Parzival
- 1988: Der verbotene Garten
- 1988: Korbes
- 1988: Grindkopf
- 1990: Karlos
- 1990: Wie im Leben wie im Traum
- 1992: Fernando Krapp hat mir diesen Brief geschrieben
- 1994: Herr Paul
- 1994: Nach Jerusalem
- 1995: Die Schattenlinie
- 1996: Die Geschichte der Pfeile (ein Triptychon)
- 1997: Die Legende vom armen Heinrich
- 1997: Harrys Kopf
- 1997: Was sollen wir tun
- 1998: Wegen Reichtum geschlossen (eine metaphysische Komödie)
- 1999: Große Szene am Fluß
- 2001: Kupsch (Monolog)
- 2002: Die Freude am Leben
- 2002: Othoon (ein Fragment)
- 2004: Purcells Traum von König Artus (с музика по Хенри Пърсел)
- 2005: Die Wüste
- 2007: Ich bin nur vorübergehend hier, Botschaften aus dem Niemandsland
- 2008: Künstler
- 2008: Prosperos Insel
- 2016: Das Blau in der Wand[2]

### Пиеси за деца
- 1982: Ameley, der Biber und der König auf dem Dach
- 1994: Wie Dilldapp nach dem Riesen ging
- 2000: Don’t eat little Charlie!
- 2000: König Sofus und das Wunderhuhn

### Пиеси за марионетен театър
- 1953 und 1964: Aucassin und Nicolette
- 1956: Eugen. Eine merkwürdige Geschichte
- 1957: La Ramée
- 1958: Felis Caligatus (nach Ludwig Tieck)
- 1959: A Trumpet for Nap
- 1961: Maipu's Versuchung oder Die Belohnte Treue

### Радиопиеси
- 1969: Toller
- 1974: Auf dem Chimborazo
- 1987: Korbes
- 1992: Nach Jerusalem
- 1993: Merlin oder das wüste Land
- 2005: Parzivals Weg

### Проза
- 1957: Geheimnis der Marionette, 1. Veröffentlichung
- 1959: Auf kleiner Bühne – Versuch mit Marionetten, Essays
- 1962: Die Bühne ist der absolute Ort, Essay
- 1964: Herausgeber der collection theater
- 1976: Dorothea Merz, Fragmentarischer Roman
- 1978: Klaras Mutter, Erzählung
- 1980: Mosch, Das Buch zum Film
- 1984: Die Reise nach Stettin, Erzählung
- 1986: Grindkopf, Libretto für Schauspieler
- 1986: Der nackte Mann, Prosatext
- 2000: Ich will versuchen Kupsch zu beschreiben, Künstlerbuch
- 2001: Die Freude am Leben. Kupsch, Stücke und Materialien
- 2001: Merlins Zauber
- 2002: Othoon. Stück und Materialien
- 2009: Glück ist ein vorübergehender Schwächezustand, Erzählung
- 2010: Ich soll versuchen den eingebildeten Kranken zu spielen

### Събрани съчинения
- Band 1: Deutsche Stücke, 1985
- Band 2: Merlin oder Das wüste Land, 1985
- Band 3: Frühe Stücke, 1986
- Band 4: Politische Stücke, 1987
- Band 5: Wie im Leben wie im Traum und andere Stücke, 1990
- Band 6: Die Schattenlinie und andere Stücke, 1995
- Band 7: Die Freude am Leben und andere Stücke, 2002
- Band 8: Prosperos Insel und andere Stücke, 2008

## Награди и отличия
- 1960: Stipendium des Gerhart-Hauptmann-Preises
- 1960: Preis des Nationaltheaters Mannheim (für Gesellschaft im Herbst)
- 1962: Stipendium der Villa Massimo in Rom
- 1964: „Мюнхенска литературна награда“
- 1964: „Награда Герхарт Хауптман“
- 1969: „Награда Тукан“
- 1970: Writer in Residence am Oberlin College, Ohio
- 1970: Filmpreis der Stadt Florenz (für Rotmord zusammen mit Peter Zadek)
- 1970: Lissabonner Theaterpreis
- 1970: Adolf-Grimme-Preis mit Gold
- 1983: „Голяма литературна награда на Баварската академия за изящни изкуства“
- 1984: Prix L’age d’or des Königlichen Filminstituts von Belgien
- 1987: Carl-Zuckmayer-Medaille des Landes Rheinland-Pfalz
- 1987: Carl Schaeffer Playwright’s Award in New York
- 1989: „Мюлхаймска награда за драматургия“ (für Korbes)
- 1990: „Награда Георг Бюхнер“
- 1991: Ludwig-Mülheims-Theaterpreis[3]
- 1994: Preis des deutschen Zentrums des Internationalen Theaterinstituts (ITI) Berlin
- 1994: Dramen-Preis des Goethe-Instituts (für Herr Paul)
- 1994: „Почетна награда на „Дружество Хайнрих Хайне““
- 1995: Medaille „München leuchtet“ in Gold
- 1997: E.T.A. Hoffmann-Preis der Stadt Bamberg (zusammen mit Ursula Ehler)
- 1990: „Награда Фридрих Баур“ (zusammen mit Ursula Ehler)
- 1998: „Награда Макс Фриш“
- 1998: Bayerischer Maximiliansorden für Wissenschaft und Kunst
- 2003: Stiftungsgastdozentur Poetik an der Universität Frankfurt am Main
- 2005: „Мюнхенска почетна културна награда“ (zusammen mit Ursula Ehler)
- 2006: Samuel-Bogumil-Linde-Preis
- 2008: Europäischer Preis für Literatur, Straßburg
- 2008: Kunst- und Kulturpreis der deutschen Katholiken (zusammen mit Ursula Ehler)
- 2009: Ehrendoktorwürde der Universität Bamberg[4]
- 2009: Thüringer Verdienstorden
- 2010: „Възпоменателна награда Шилер“
- 2014: Brücke Berlin Initiativpreis